# Dorfkirche Zieckau

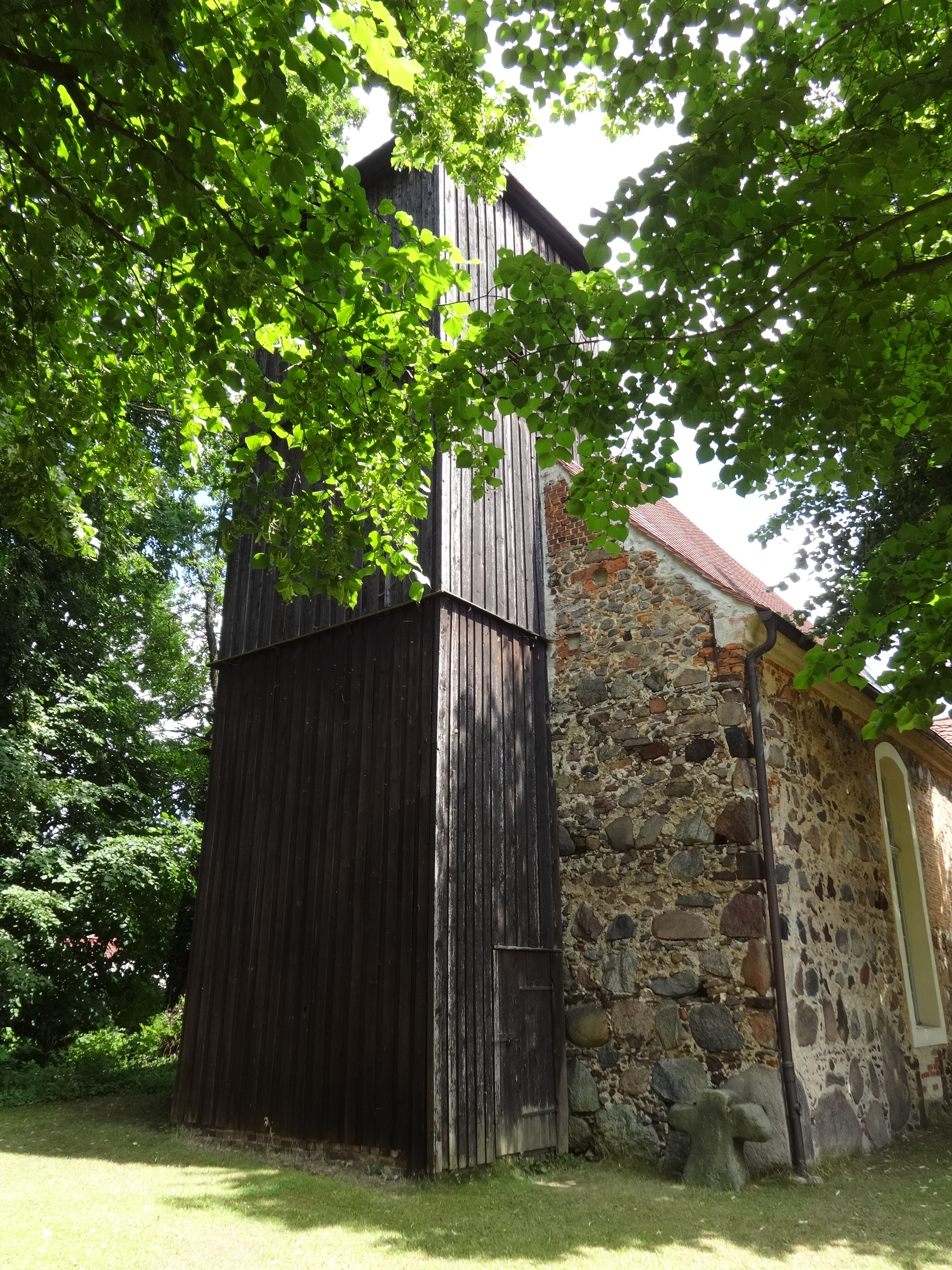
Dorfkirche Zieckau

Die evangelische Dorfkirche Zieckau ist eine Saalkirche in Zieckau, einem Ortsteil der Stadt Luckau im Landkreis Dahme-Spreewald in Brandenburg.

## Geschichte
Der Sakralbau wurde vermutlich im späten 14. Jahrhundert aus Feldsteinen errichtet. 1766 erweiterte die Kirchengemeinde das Bauwerk um einen Glockenturm und eine Patronatsloge. Im Zweiten Weltkrieg wurde die Kirche beschädigt und die Ausstattung von russischen Soldaten zerstört. 1950 erfolgte die Reparatur und 1998 eine Restaurierung, die 2004 mit einer neuen Ausmalung des Innenraums vorläufig beendet werden konnte.

## Architektur
Das Kirchenschiff wurde aus unbehauenen Feldsteinen errichtet, die im unteren Bereich massiv sind. An der südlichen Kirchenwand befindet sich ein mittig angebrachtes, großes und segmentbogenförmiges Fenster mit einer hell verputzten Fasche. Rechts neben dieser Öffnung ist ein schlichtes, ebenfalls mit einer Fasche hervorgehobenes Portal. Zwischen diesen beiden Elementen sind die Umrisse eines hochgesetzten, mit hellem Mauerstein verschlossenen Fensters zu erkennen. Ein weiteres, kleineres Fenster ist rechts neben der Pforte. Daran schließt sich in östlicher Richtung ein zweigeschossiger Anbau aus Fachwerk an, dessen Gefach mit hell gestrichenem Lehm gefüllt ist. An seiner südlichen Seite befindet sich im Erdgeschoss eine hölzerne Tür mit einem darüber liegenden, rechteckigen Fenster. Der Chor ist gerade und mit einer Dreifenstergruppe ausgestaltet, wobei das mittlere Fenster seine ursprüngliche Lanzettform zeigt, während die beiden anderen Fenster barock überformt wurden. Der Giebel wurde ebenfalls aus Feldsteinen errichtet und mit Mauersplittern verfüllt. An der Nordseite des Kirchenschiffs sind zwei segmentbogenförmige Fenster. Der schlichte Westturm ist mit dunklen Brettern verkleidet. Im Obergeschoss befinden sich zwei rechteckige Klangarkaden.

## Ausstattung

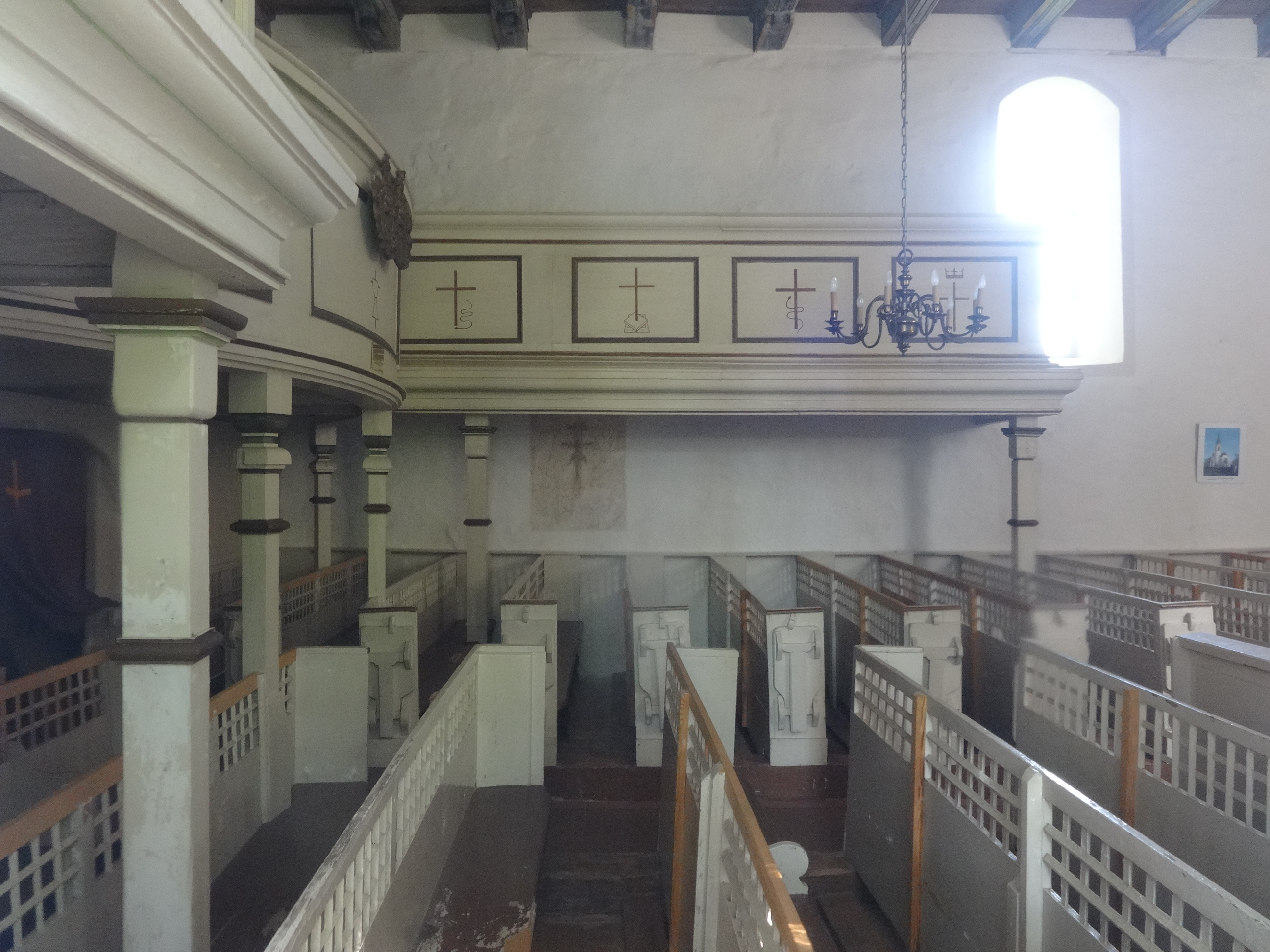
Blick ins Kirchenschiff

Der Kanzelaltar stammt aus dem Jahr 1727 und stand ursprünglich in der Hospitalskapelle in Luckau. Er wurde 1952 in das Bauwerk verbracht und besteht aus einer Ädikula mit gepaarten ionischen Säulen, auf denen ein mit Akanthus verziertes Gebälk ruht. Der Kanzelkorb ist mit hölzernen Blütengehängen geschmückt. Das Altargemälde stammt von Ewald Vetter.
Die Hufeisenempore ist im Süden verkürzt und im Westen bauchig ausgeformt, um Platz für die Orgel von Eduard Glietsch zu schaffen. Von der östlichen Empore ist ein Zugang zum Kanzelaltar möglich. Unterhalb der Nordempore befindet sich eine Wandmalerei bestehend aus einem rechteckigen Feld mit einem Kruzifix aus dem 16. oder 17. Jahrhundert. Die Patronatsloge wird im 21. Jahrhundert als Winterkirche genutzt.
In der Kirche befindet sich weiterhin ein Grabstein für den 1623 verstorbenen Oppitius von Bomstorff. Vor der Kirche steht ein steinernes Sühnekreuz.